# Gregorio Angulo Martinena
Gregorio Angulo Martinena, també Gregorio Ángulo Martinena (Tafalla, Navarra, 1868 - Ibero, 1937) va ser un polític navarrès d'ideologia socialista, una de les figures públiques més rellevants del socialisme navarrès durant el primer terç del segle xx.
Pertanyia a una família de profunda fe catòlica. Els seus quatre germans eren escolapis. De professió picapedrer, va ser un dels iniciadors del socialisme a Navarra, sent un dels fundadors, juntament amb una dotzena de treballadors, de l'Agrupació Socialista de Pamplona el 28 d'agost de 1902, de la qual fou secretari. Formà part de les societats obreres pamploneses adscrites a la UGT i dirigí les publicacions obreres Unión Productora (1903-1904), La Verdad (1911-1914) i La Protesta (1918).
Entre 1914 i 1917 va ser regidor a Pamplona, escollit en les llistes de la Conjunció Republicano-Socialista. En 1931 havia estat candidat en eleccions provincials per la merindad de Pamplona, i a les eleccions generals espanyoles de 1919, sense èxit.
Arribada la Segona República, va ser candidat a regidor a Pamplona després de la repetició de les eleccions del 12 d'abril de 1931, que havien impugnat. Encara que la Conjunció Republicano-Socialista es va alçar, per estret marge, amb el triomf en aquestes eleccions, Angulo no va obtenir acta de regidor. Va ser un dels candidats socialistes per Navarra a les eleccions generals espanyoles de 1933, sense aconseguir acta de diputat (les dretes navarreses, agrupades en el Bloc de Dretes, van copar els set llocs de la circumscripció navarresa). Durant aquest període va ser també president del PSOE a Navarra.
A l'inici de la Guerra Civil, Angulo era regidor de l'ajuntament de Pamplona. No obstant això, no va fugir a França, fou amagat a Pamplona pel canonge Alejo Eleta, qui va traslladar clandestinament Angulo, la seva dona i la seva filla Concepción a Ponferrada, on vivia un altre dels seus fills. Desafortunadament, a l'any següent, una banda de música navarresa va visitar la localitat lleonesa. Angulo va sortir a la balconada i va ser reconegut per un dels membres de la banda, per la qual cosa va ser detingut i traslladat a Navarra, on el 2 de juny de 1937, a les deu de la nit, va ser afusellat a Ibero i enterrat en l'alt de les Tres Cruces (a l'esquerra del portell de la carretera que comunica Ibero i Etxauri). Abans de la seva mort, es va confessar amb el rector del poble i, seguint l'última voluntat d'Angulo —que la família conegués la seva fi— l'hi va explicar per carta a la seva vídua Concepción tres setmanes després, contravenint les ordres de les autoritats responsables del seu assassinat.